# Coll d'Arques (Navès)
|  | Aquest article tracta sobre la collada de Navès. Vegeu-ne altres significats a «Coll d'Arques». |

El Coll d'Arques és una collada de la Vall de Lord (Solsonès) situada a 1.241,6 metres d'altitud situada al municipi de Navès (Solsonès).